# Anna Guarini
Anna Guarini, comtessa de Trotti (Ferrara, 1563 – 3 de maig de 1598) va ser una cantant italiana del Renaixement tardà. Fou una de les cantants més famoses del seu temps, formant part del concerto delle donne de la cort de la família Este de Ferrara.

## Vida i assassinat
Era filla del famós poeta Giovanni Battista Guarini, autor de Il pastor fido, i de Taddea Bendidio, noble de Ferrara, i va créixer doncs en una família benestant i cultivada. No es coneixen gaires detalls dels seus anys d'infantesa, però se sap que va estudiar cant amb Luzzasco Luzzaschi, mestre de capella de la catedral de Ferrara i organista de la cort del duc Alfons II d'Este, i el llaüt amb Ippolito Fiorini, mestre de capella de la cort. Va entrar al servei de la cort dels Este als disset anys, i aviat va cridar l'atenció per la qualitat de la seva veu de soprano. També fou una virtuosa del llaüt. La duquessa de Ferrara, Margherita Gonzaga d'Este, solia fer-se acompanyar a tot arreu per ella i les altres tres membres del concerto di donne (Laura Peverara, Tarquinia Molza i Livia d'Arco) mostrant el seu talent arreu d'Itàlia, fet que va representar una gran fama per al quartet.
El 1585 es va casar amb el comte Ercole Trotti, molt més gran que ella, en un matrimoni arranjat pel comte Alfons i que no va ser feliç. El 1596 va ser acusada, sense proves, d'haver estat infidel al seu marit amb Ercole Bevilacqua, un noble membre del l'exèrcit ducal. Bevilacqua va haver de fugir de Ferrara per protegir-se de la venjança de Trotti. Davant d'aquesta situació el Duc Alfonso va ordenar a Trotti que no es vengés sobre Anna, posant-la sota la seva protecció directa. No obstant això, un temps després de la mort del Duc, el 3 de maig de 1598, aprofitant que Anna era al llit a causa d'unes febres, Trotti va assassinar-la amb la complicitat del germà d'ella, Girolamo, utilitzant una destral i una navalla. Trotti va fugir a terres de la República de Venècia i va ser condemnat per contumàcia pel nou Duc, Cesare d'Este. Més tard, però, va ser indultat i se li van restituir els seus bens. Paral·lelament, el període d'esplendor musical de la cort de Ferrara havia quedat enrere amb la presa de poder de la ciutat per part dels Estats Pontificis sota el Papa Clement VIII.
Anna és enterrada a l'església de Santa Caterina Vegri al Monestir Corpus Domini de Ferrara. L'epígraf en llatí que figura sobre la seva tomba va ser escrit pel seu pare.

## Influència
L'ús de les veus de dones, i en particular de les soprano, fou un dels esdeveniments més significatius en la història del cant i que va tenir lloc a finals del segle xvi. Abans d'aquest moment, gairebé tota la música vocal era escrita per a veus masculines (ja fossin per a homes o infants). Anna Guarini fou una de les cantants més influents del registre soprano durant aquest període de transició.
Les quatre cantants del concerto delle donne van inspirar nombroses obres de compositors de Ferrara com Luzzasco Luzzaschi, Lodovico Agostini, i altres. A més a més, la seva fama era tan estesa que compositors d'altres llocs —com el noble Carlo Gesualdo, Príncep de Venosa (que també havia assassinat la seva primera muller)— va anar a Ferrara especialment per escriure música per a elles. Anna era famosa pel seu virtuosisme vocal i la bellesa de la seva veu, i Agostini li va dedicar madrigals en el seu tercer llibre de madrigals (1582). L'ús de veus sopranos es faria cada vegada més habitual: el primer llibre de madrigals (1587) de Monteverdi presenta la veu de soprano com a atracció principal.
El poeta Torquato Tasso li va dedicar el poema Mentre en concento alterno. Agostini també li va fer una dedicatòria en la introducció de la seva col·lecció de madrigals de 1582.